# Alan Seeger
Alan Seeger (22 de junho de 1888 – 4 de julho de 1916) foi um poeta americano que lutou e morreu na Primeira Guerra Mundial durante a Batalha do Somme, servindo na Legião Estrangeira Francesa . Seeger era irmão de Elizabeth Seeger, autora e educadora infantil, e de Charles Seeger, um notável pacifista e musicólogo americano; ele também era tio dos músicos folk Pete Seeger, Peggy Seeger e Mike Seeger . Ele é elogiado pelo poema " I Have a Rendezvous with Death ", favorito do presidente John F. Kennedy . Uma estátua que o representa está no monumento da Place des États-Unis, em Paris, homenageando os americanos caídos que se ofereceram como voluntários para a França durante a guerra. Seeger é às vezes chamado de " Rupert Brooke americano".

## Poesia
Ele é mais conhecido por seu poema de guerra, "I Have a Rendezvous with Death", e tem sido frequentemente comparado com Rupert Brooke, um soldado inglês contemporâneo que também morreu na Primeira Guerra Mundial. Seeger tem sido criticado por seus versos impessoais, convencionais e idealizantes, mas os críticos reconhecem que estes são as fraquezas da juventude. James Hart, do Dicionário de Biografia Literária, explicou: “Ele precisava de mais tempo para passar de um romantismo desticoo e romantismo obsoleto para um estilo mais distinto e original, de um estilo cheio de abstrações para mais concreto e pessoal”.
O seu poema “I Have a Rendezvous with Death” fala de um encontro esperado entre o ele mesmo e a próprio Morte. Embora o narrador do poema se arrependa de deixar para trás os prazeres e o amor da vida, ele não teme ou abomina a morte. Em vez disso, ele é estóico, fazendo do encontro uma questão de honra. Hart descreveu a curiosa relação entre o narrador e a Morte: “A união do soldado caído e da Morte é, infelizmente, não baseada em qualquer crença filosófica ou religiosa profunda, mas em uma vaga fusão romântica da beleza, do amor sexual e da vida da natureza em algum outro reino indefinido”. Sua “Ode em memória dos voluntários americanos caídos para a França” é considerada menos engrandecedora e egocêntrica e, portanto, um trabalho mais forte, mas “Rendezvous” era ainda mais famoso.

## Vida pessoal
Alan Seeger nasceu em Nova York, e cresceu em uma casa rica e culta em Staten Island. Seu pai, Charles Louis Seeger, era um empresário no México. Seu irmão Charles, e sua irmã Elizabeth, eram de perto de Seeger. Alan Seeger estudou em Staten Island Academy, e depois na Escola Horace Mann, em Manhattan, até os seus jovens 12 anos. Sua família se mudou até a Cidade do México; em 1902, Alan voltou com seu irmão Charles para Nova York para frequentar a Hackley School em Tarrytown. Após seu tempo na Hackley School, Seeger frequentou a Universidade de Harvard em 1916, onde como poeta em ascensão, ele foi influenciado pelos poetas românticos, enquanto outros poetas em Harvard, como o T.S. Eliot, estava experimentando versos modernos. Ele também traduziu Dante Alighieri e Ludovico Ariosto e ajudou a editar o Harvard Monthly, no qual publicou os seus poemas. Ele se formou em Harvard em 1910.
Depois de se formar em Harvard, Seeger mudou-se para Greenwich Village, em Nova York. Lá, ele tentou viver sua noção romantizada, vivendo inteiramente através dos sentidos (em oposição à mente). Seu pai não ficou satisfeito com sua decisão de fugir da busca de uma carreira responsável em favor da busca da beleza. Ainda assim, Seeger continuou escrevendo suas poesias. Após dois anos, Seeger decidiu que Nova York não era bom pra si, então, com o financiamento de amigos admiradores, ele imigrou para Paris.
Em Paris, Seeger fez novas amizades entre os artistas do Quartier Latin. Ele encontrou seus ideais de beleza encarnados pela cidade. Ele admirava poemas como "Do You Remember Once" e "The Rendezvous".

## Carreira Militar

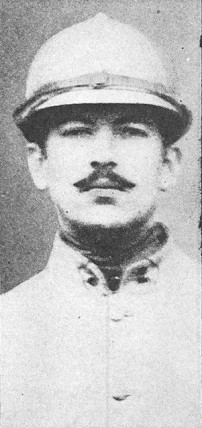
Seeger servindo na Legião Estrangeira Francesa

Seeger morava na Rue du Sommerard, em Paris, em 1914, quando a guerra foi declarada entre a França e a Alemanha. Ele rapidamente se ofereceu como membro da Legião Estrangeira no Exército Francês, afirmando que foi motivado por seu amor pela França e por sua crença nos Aliados. Para Seeger, lutar pelos Aliados era um imperativo moral; em seu poema "A Message to America", ele se manifestou contra o que considerava o fracasso moral da América em entrar na guerra.

## Morte
Em 4 de outubro de 1914, ele lutou na Batalha do Marne, nos pântanos de Saint-Gond; em seguida, no dia 27 de outubro de 1914 e em 17 de junho de 1915 em Chemin des Dames. Ele morreu em Belloy-en-Santerre, no dia 4 de julho, o dia da Indepência Americana.

## Ver Também
- Batalha de Somme

- Legião Estrangeira Francesa

- Rupert Brooke

- Primeira Guerra Mundial